# Corpo di spedizione italiano in Macedonia

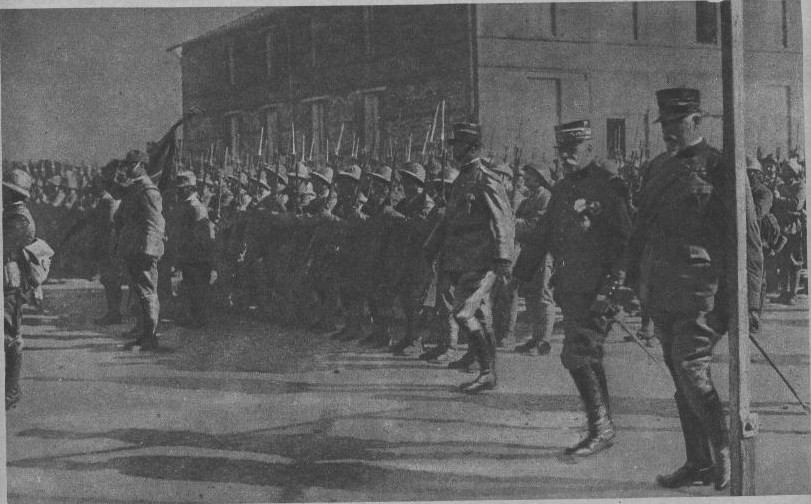
Truppe italiane a Salonicco nel 1916

Il Corpo di spedizione italiano in Macedonia fu una spedizione militare inviata dal governo italiano in Macedonia allo scopo di contrastare le forze austro-ungariche e bulgare nel corso della prima guerra mondiale e di controllare quel territorio.

## Storia
Dopo il disastroso esito dello sbarco anglo-francese a Gallipoli, gli Alleati chiesero all'Italia d'intervenire nello scacchiere balcanico con 5 divisioni, per un'offensiva contro la Bulgaria, alleata della Germania. Il ministro Sidney Sonnino e il capo di Stato Maggiore dell'Esercito Luigi Cadorna decisero così d'inviare, nel 1916, in Macedonia un corpo di spedizione con la 35ª Divisione, formata dalle due brigate di fanteria "Sicilia" (brigadiere generale Giovanni Battista Chiossi) e "Cagliari" (maggior generale Giacomo Desenzani), al comando del generale Carlo Petitti di Roreto, il 2º Reggimento di artiglieria da montagna, il 1º Squadrone del 16º Reggimento "Cavalleggeri di Lucca", 40 cannoni e battaglioni del genio zappatori e pontieri, sanità, trasmissioni e sussistenza. Un totale di 44 000 uomini.
A sostegno del Corpo di Spedizione fu predisposto il trasferimento di 438 tra ufficiali, piloti e specialisti dell'aviazione con diverse squadriglie di biplani da ricognizione armata Farman e SAML S.1 e SAML S.2.
Le truppe iniziarono a partire dal porto di Taranto nell'agosto 1916.
Gli italiani arrivarono a Salonicco e il comando dell'Intesa affidò subito alle forze italiane l'incarico di difendere il settore di Kruscia-Balcan, ad est del lago Doiran: una linea di circa 50 chilometri, particolarmente esposta agli attacchi dei bulgari.
Dall'agosto 1916 si formò l'Armata alleata in Oriente.
Il 19 ottobre 1916 giunse a Salonicco, assegnata alla 35ª divisione, anche la brigata di fanteria "Ivrea".
A novembre, nell'ambito dell'offensiva di Monastir degli Alleati, fu conquistato il monte Velusina e la città di Bratindol. 
Dal 7 febbraio 1917 arrivò al campo volo di Dudular (vicino a Giannina) la 47ª Squadriglia Farman del Corpo Aeronautico che dal 7 marzo occupò anche il campo avanzato di Krumian.
Tra il 26 aprile e il 24 maggio 1917 il comando del Corpo di spedizione fu retto dal generale Giuseppe Pennella, ma quest'ultimo entrò in forte disaccordo con il generale Sarrail, comandante dell'Armée d'Orient francese, e fu sostituito dal generale Ernesto Mombelli. 
Dal 1º giugno a Dudular arrivò anche la 1ª Sezione dell'83ª Squadriglia che l'8 giugno si spostò a Krumian con la 47ª ed il 10 novembre diventò 73ª Squadriglia.
Dalla fine di dicembre del 1916 al settembre del 1918, le truppe italiane in Macedonia condussero una logorante guerra di trincea. Il 9 maggio 1917, sul fiume Cerna, si ebbe una battaglia contro le forze bulgaro-tedesche, con 2 800 tra ufficiali e soldati italiani che vennero feriti o uccisi.
Il 6 giugno i Farman della 47ª Squadriglia bombardarono la stazione di Topolčani di Prilep.
Il 17 agosto 3 Farman della 47ª Squadriglia parteciparono con i francesi al bombardamento sul Lago di Ocrida.
A settembre riprese l'avanzata e gli italiani occuparono il massiccio del Cesma, le località di Karaul Kruska, Pribitzi e Sop.
Dal 5 ottobre arrivò anche la 1ª Sezione della 111ª Squadriglia SAML a Dudular al posto della 47ª Farman sciolta e l'8 ottobre i primi SAML giunsero a Sakulevo (vicino a Florina).
La 111ª con un SAML il 28 ottobre lanciò due bombe su Budakovo (vicino a Suva Reka) anche se attaccato da due caccia tedeschi. Tutti i giorni partivano almeno 4 missioni ed il 30 ottobre il SAML dei Tenenti pilota Eugenio Benaglio ed osservatore Emanuele Bariè venne attaccato da vicino a Nospal di Mogila da 4 caccia ma insieme ad un altro SAML ne abbatté uno che si abbassò in vite a nord di Budakovo. Il 15 novembre 5 SAML lanciarono 15 bombe sul campo volo di Kanatraci attaccati da 4 caccia che danneggiarono l'aereo dei Tenenti Benaglio e dell'osservatore Attilio Abbriata che, dopo averne abbattuto uno su Vlaklar, atterrò in emergenza nelle linee italiane.
Il 25 maggio 1918 nacque a Salonicco il XXI Gruppo (poi 21º Gruppo Autonomo Caccia Terrestre) ed il 13 agosto la 111ª si spostò al campo avanzato di Bac (vicino a Novaci).
Il 3 ottobre 1918 i comandi dell'armata bulgara e austro-tedesca-turca di Macedonia cedettero le armi. 
Solo il XXI Gruppo svolse 600 voli di guerra, 3 000 fotografie e 145 bombardamenti.
La spedizione costò all'Italia, su 52 700 uomini, 8 324 tra morti, feriti e dispersi e circa 10 000 uomini vittime in inverno del gelo e in estate dell'ameba.